# Otto Bohl (Politiker, 1885)
Otto Bohl  (* 8. Mai 1885 in Ludwigshafen am Rhein; † 24. Oktober 1969 in Illertissen) war ein deutscher Verwaltungsjurist und Politiker der BVP.
Bohl studierte an den Universitäten in Heidelberg und München Jura und trat 1912 in den Bayerischen Staatsdienst ein. Er war unter anderem am Bezirksamt Illertissen und im Sozial- und Innenministerium tätig. Er war Mitglied der BVP, für die er im Januar 1930 Oberbürgermeister der Stadt Augsburg wurde. Am 31. Mai 1933 wurde er von den Nationalsozialisten abgesetzt. Danach war er Leiter der Staatlichen Bäderverwaltung in Bad Kissingen und von 1948 bis 1958 Landrat des damaligen Landkreises Illertissen.
Im Augsburger Stadtteil Pfersee ist die Bürgermeister-Bohl-Straße nach ihm benannt worden.
Er war seit 1904 Mitglied der katholischen Studentenverbindung KDStV Aenania München.

## Ehrungen
- 1957: Großes Verdienstkreuz der Bundesrepublik Deutschland